# FarmVille
Das Spiel FarmVille ist ein Browsergame von Zynga, in dem es darum geht einen virtuellen Bauernhof aufzubauen und zu betreiben. Das Spiel ist in drei Versionen unter FarmVille, FarmVille 2 und FarmVille 3 auf der Seite des sozialen Netzwerks Facebook oder bei Zynga direkt verfügbar. Zudem wird man mit aktiven Spielern, die sich auch im Facebook-Freundeskreis befinden können, verglichen.
Das Spiel wurde am 19. Juli 2009 veröffentlicht; bereits Anfang September 2009 verzeichnete es rund 35 Millionen Nutzer pro Monat und war damit die beliebteste Facebook-Anwendung. Nach Angaben des Tracking-Service Appdata waren es Ende Februar 2010 bereits mehr als 80 Millionen und Anfang Juni 2010 nach Inside Social Games etwa 70 Millionen aktive Spieler. Nach weiteren starken Verlusten lag die Zahl der aktiven Nutzer im August 2011 bei rund 34 Millionen sowie im Januar 2014 bei 24,5 Millionen aktiven Nutzern. 
Im April 2014 wurde der Nachfolger FarmVille 2: Raus aufs Land für Mobilgeräte veröffentlicht. Im August 2016 folgte FarmVille 2: Reif für die Insel.
Am 28. September 2020 wurde die Einstellung von FarmVille bekannt gegeben. Am 31. Dezember 2020 wurden die Server von FarmVille aufgrund der Einstellung des Adobe Flash Player abgeschaltet, sodass FarmVille seitdem nicht mehr spielbar ist. Die Nachfolger FarmVille 2: Rauf aufs Land und FarmVille 2: Reif für die Insel werden allerdings weiterhin unterstützt.
Im November 2021 erschien FarmVille 3.

## Spielprinzip

### FarmCoins und FarmCash
In FarmVille existieren zwei Währungen, FarmCoins und FarmCash. FarmCoins kosten den Spieler gar nichts, denn sie werden durch gutes Wirtschaften verdient. Die meisten Dinge auf dem Markt können mit FarmCoins bezahlt werden. FarmCash (FV) wiederum kann gegen Bezahlung von realem Geld nachgekauft werden. Hiermit können Aufgaben umgangen und besondere Gestaltungsobjekte für die Farm erworben werden, z. B. besondere Tiere, für welche Coins nicht akzeptiert werden, oder auch Treibstoff für die verschiedenen Maschinen. Dieses Guthaben steigt in der ersten Version mit jedem Level um eine Einheit.

### Anbauen und Ernten
Zu Beginn bekommt der Spieler die persönliche Farm, 12×12 Spielfelder groß. Auf dieser kann er nun beginnen, Felder zu bestellen und mit Bäumen, Dekorationen und Anlagen auszustatten. Alle Aktionen kosten den Spieler unterschiedlich hohe Summen an FarmCoins, dem Spielgeld, welches er über den Verkauf am Marktstand wieder erhält. Je nach Aktion werden auch Erfahrungspunkte vergeben, die auf den Level des Spiels wirken.
Es dauert je nach Pflanze 2 Stunden bis 4 Tage, bis diese reif ist, in Farmville 2 eine Minute bis 24 Stunden. Für das Ernten erhält der Spieler FarmCoins. Mit dem Gewinn kann er wieder Felder beackern. Nebenbei kann er mit seinem Gewinn seine Farm dekorieren, z. B. Bäume, Tiere oder Häuser kaufen. Wartet man länger als die doppelte Reife-Zeit bis zum Ernten, verrottet die Ernte und es können keine FarmCoins mehr dafür erhalten werden.
Bäume können als Dekoration dienen, bieten aber zudem eine gute Einnahmequelle. Sie werden einmalig gepflanzt und tragen je nach Art alle paar Tage Früchte, die jederzeit geerntet und gegen FarmCoins eingetauscht werden können, denn überreif werden sie nicht. In Farmville 2 können sie mit fortgeschrittenen Level auch geschnitten werden, um Früchte anderer Qualität zu erzeugen.
Tiere bieten dem Farmer ebenfalls eine kleine Einnahmequelle. Sie müssen nicht gefüttert werden, haben also keine laufenden Kosten, bieten aber wie die Bäume alle paar Tage einen in FarmCoins ausgezahlten Output, z. B. Federn, Trüffel oder Milch. In Farmville 2 geben Tiere erst gegen Fütterung Erträge. Einige wenige Tiere können gekauft werden, bedeutend mehr Tierarten erhält man aber durch Geschenke von Freunden, Sonderaktionen, Bonusgeschenke oder Zielerfüllung. In Farmville 2 können Tiere verkauft, aber nie geschlachtet werden. Es werden Unterschiede zwischen den Farben der Schale von Hühnereiern gemacht. Von Pferden können Hufeisen und Sättel „geerntet“ werden, von Enten nur Federn erbracht werden.
Seit Mai 2010 gibt es auch Hunde zu kaufen. Diese kann man nur füttern, wenn man das Essen von einem Nachbar geschickt bekommt. Wenn der Hund im Babyalter nicht jeden Tag Essen bekommt, läuft dieser weg und kann nur durch FarmCash zurückgeholt werden. Nach dem Babyalter ist das Füttern der Hunde nicht mehr zwingend notwendig, jedoch erlernen sie dadurch neue Tätigkeiten, wie zum Beispiel Kunststücke. In Farmville 2 werden die Hunde nicht angeboten.

### Der Markt
Der Markt ist der zentrale Verkaufsort in FarmVille. Hier kann vieles gekauft werden, was zum Spielen benötigt wird, das Wirtschaften erleichtert und die Farm verschönern kann: Saatgut, Bäume, Tiere, Gebäude, Dekorationen oder Fahrzeuge. Zudem kann man auf dem Markt neue Landflächen kaufen. Bei Farmville 2 sind die Grundstücke und Preise ausgezeichnet und deren Erwerb an Erfahrung und andere Erfüllungen gebunden.

### Größe der Farm
Zu Beginn des Spiels ist die Farm 12×12 Felder groß, d. h., es können 144 (12×12) Felder auf ihr angelegt werden. Im Laufe des Spiels bietet sich nun die Möglichkeit, seine Farm nach und nach zu vergrößern. Dies geschieht immer in Zweierschritten. Das derzeitige Maximum beträgt 28×28 Felder. Zur Vergrößerung der Farm ist es notwendig, eine bestimmte Anzahl an Nachbarn zu haben. Für die 26×26-Erweiterung sind es 35 Nachbarn. In diesem Fall kann man mit FarmCoins bezahlen. Alternativ kann der Nutzer je nach Größe des Feldes zwischen 20 und 120 FarmCash bezahlen, sofern er nicht ausreichend Nachbarn gefunden hat.

### Nachbarn
Ein wichtiger Bestandteil des Spiels sind Nachbarn. Nachbarn können Freunde werden, die ebenfalls FarmVille spielen. Nachdem sie hinzugefügt wurden (es bedarf dabei der Zustimmung beider Seiten), kann man die Farmen gegenseitig besuchen und für das Feld des anderen eine festgelegte Menge von Aufgaben übernehmen. Je mehr Nachbarn man hat, desto öfter kann von dieser Möglichkeit Gebrauch gemacht werden. In Farmville 2 gibt es den Besuch, in dem der Besucher sich Aufgaben aussucht und die Einladung der Farmhelfer, bei denen der Helfer auf Strohballen vor der Farm auf Aufgaben wartet, die ihm der Farmbesitzer zuteilt.

### Kooperation
Es gibt auch die Möglichkeit mit seinen Freunden einen Job in Kooperation zu erledigen. Dabei stehen einem verschiedene Jobs zur Auswahl. Ziel ist es in einer gegebenen Zeit verschiedenes Saatgut zu pflanzen. Man bekommt dafür eine Medaille – Gold, Silber oder Bronze. Je schneller man den Job beendet, desto besser die Medaille. Bei der Goldmedaille bekommt man einen Extra-Preis z. B. einen Schulbustraktor. Außerdem bekommt man als Belohnung FarmCoins und Erfahrungspunkte (XP). Nachdem der Job erledigt ist, kann man sehen, welcher Nachbar einem geholfen und wie viel er geerntet hat.

### Adoption
Manchmal erscheint am Bildschirm die Meldung, dass ein armes, verlassenes Tier auf der Farm aufgetaucht ist. Wenn man es durch das Posten auf der Pinnwand von Facebook zur Adoption freigibt, können es Freunde adoptieren, man selbst jedoch nicht. Im Gegensatz dazu kann man selbst die Tiere der Freunde adoptieren. Dies sind meist exotische Tiere, die selbst nicht auf dem Markt zur Verfügung stehen oder große Mengen FarmCash kosten würden.

### Ziel des Spiels
Es gibt kein richtiges Ziel, das der Spieler verfolgen muss. Im Großen und Ganzen ist das Spiel darauf ausgelegt, erfolgreich zu wirtschaften und in Konkurrenz (verbunden mit zeitgleicher Zusammenarbeit) mit seinen Freunden der erfolgreichste Farmer zu werden. Dabei ist es wichtig, dass der Spieler Erfahrungspunkte (EP) sammelt. Für unterschiedliche Aktionen in dem Spiel werden Erfahrungspunkte vergeben. Mit einer bestimmten Anzahl von Punkten steigt der Spieler ein Level auf. Daraus ergeben ihm sich neue Möglichkeiten, zum Beispiel eine größere Auswahl an Saatgut.

### Datenschutz
Von Verbraucherschützern wird insbesondere fehlender Datenschutz angeprangert. So müssten die Benutzer dem Entwickler Zynga (wie bei allen Facebook-Anwendungen üblich) das Recht einräumen, auf ihre bei Facebook hinterlegten Profilinformationen zurückgreifen zu können, die für gezielte Werbung genutzt werden können. Darüber hinaus werfen einige Nutzer Zynga unerlaubte Kontoabbuchungen vor.

### Kritische Rezeption
In einem Interview mit Gamasutra im Jahr 2010 äußert sich der Spieledesigner Jonathan Blow dahingehend, dass FarmVille eine negative Atmosphäre erschaffe, man sich auf unvorhersehbare Ereignisse einstellen müsse und die User ermutigt werden, ihre Freundschaften auszubeuten.